# Togaviridae
A Togaviridae a vírusok egyik családja. Az ebbe a csoportba tartozó fajok emlősöket (köztük az embert), madarakat, szúnyogokat fertőznek meg és encefalitisszel, ízületi gyulladással, kiütésessel járó betegségeket okoznak. A családba két nemzetségben (Alphavirus és Rubivirus) 32 faj tartozik.

## Szerkezete
A család a Baltimore-féle osztályozási rendszer szerinti IV. csoportba tartozik, genomja pozitív szenzitású, lineáris, egyszálú RNS. Hossza 10-12 ezer nukleotid. 5'-végén metilált nukleotid "cap" ("sapka"), a 3'-végen poli-A farok található, vagyis szerkezetében az mRNS-re hasonlít. Ha bejutott a sejtbe, a genom önmagában is fertőzőképes. A vírusrészecske (virion) 60-70 nm átmérőjű, külső lipidburokkal rendelkezik. Alatta a fehérjekapszid ikozaéder alakú és 240 db monomerből tevődik össze. T-száma 4.

## Életciklusa
A vírus felszíni receptora az E-glikoprotein, amely a sejt receptorához kapcsolódik. Utóbbi nem ismert, de tudjuk hogy a togavírusok többféle sejttípust is képesek megfertőzni. A kapcsolódás után klatrin-indukálta endocitózissal a virion bekerül az endoszómába, ahol a lipidburka fuzionál az endoszóma membránjával és a kapszid átjut a citoplazmába, ahol a replikáció történik.
A vírusgenomról mint mRNS-ról átíródik egy poliprotein, amely feldarabolódva létrehozza azokat a fehérjéket, amelyek szükségesek az RNS-genom másolásához. Az egyszálú vírus-RNS kettős szálúvá egészül ki, majd szétválva az új szál templátul szolgál az új vírusgenomok szintéziséhez. A replikáció későbbi fázisában átíródnak a kapszidfehérjék, és amelyek szükségesek a virionok összeállásához. A kapszidok a citoplazmában szerelődnek össze, majd a genom befogadása után bimbózással szabadulnak ki a sejtből és közben a sejthártyából beszerzik a külső lipidmembránjukat.
A togavírusok gazdaszervezetei különböző emlősök (közte az ember), madarak, erszényesek, szúnyogok lehetnek. Az átadódás szúnyogcsípéssel vagy aeroszol útján történhet.

## Kutatásának története
A togavírusokat eredetileg a flavivírusok közé (azon belül az Alphavirus nemzetségbe) sorolták; a két család szétválasztására akkor került sor, amikor a szekvenciaadatok felgyülemlésével fény derült a két csoport közötti különbségekre.
- 19. század eleje - a rubeola betegség elkülönítése.
- 1930 — a nyugati lóencefalitisz-vírus izolálása az Egyesült Államokban (az első izolált alphavírus).
- 1933 — a keleti lóencefalitisz-vírus azonosítása az Egyesült Államokban.
- 1938 — a venezuelai lóencefalitisz-vírus megtalálása.
- 1941 — nyugati lóencefalitisz-járvány az USA-ban. 300 ezer ló és 3336 ember betegszik meg.
- 1941 — Norman Gregg egy rubeolajárvány után feltűnően nagy számú, szürkehályoggal született csecsemőre lesz figyelmes. Felfedezi, hogy a terhesség alatti vírusfertőzés fejlődési rendellenességet okozhat.
- 1942 — Ugandában izolálják az embert is megfertőző, enyhe encefalitiszt okozó Semliki Forest-vírust.
- 1952 — Egyiptomban izolálják az ízületi gyulladást, kiütéseket okozó Sindbis-vírust.
- 1959 — Ausztráliában izolálják az ízületi gyulladást, lázat okozó Ross River-vírust
- 1962 — Sikerül sejttenyészetben szaporítani a rubeolavírust
- 1964 — az utolsó nagy amerikai rubeolajárvány. Kb. 20 ezer csecsemő születik maradandó károsodással.[5]
- 1969 — kidolgozzák a rubeola elleni oltást
- 1971 — az utolsó venezuelai lóencefalitisz-járvány az USA-ban
- 1972 — a rubeola-kanyaró-mumpsz (MMR) együttes vakcina kifejlesztése
- 1986 — az embert is megfertőző Barmah Forest-vírus azonosítása Ausztráliában.[6]

- 1991–92 — a legutolsó rubeola-világjárvány.
- 2001 — Kutatók megfejtik a Semliki Forest-vírus felszíni fehérjének 3D szerkezetét.
- 2005–2006 — chikungunya-járvány Réunion szigetén.[7]
- 2006 — Chikungunya-járvány Indiában, több mint másfél millió megbetegedéssel.[8]

## Taxonómia
- Togaviridae
  - Alphavirus
    - Aura-vírus
    - Barmah Forest-vírus
    - Bebaru-vírus
    - Cabassou-vírus
    - Chikungunyavírus
    - Keleti lóencefalitisz-vírus
    - Eilat-vírus
    - Everglades-vírus
    - Fort Morgan-vírus
    - Getah-vírus
    - Highlands J-vírus
    - Madariaga-vírus
    - Mayaro-vírus
    - Middelburg-vírus
    - Mosso das Pedras-vírus
    - Mucambo-vírus
    - Ndumu-vírus
    - O'nyong-nyong-vírus
    - Pixuna-vírus
    - Rio Negro-vírus
    - Ross River-vírus
    - Lazac hasnyálmirigykór-vírus
    - Semliki Forest-vírus
    - Sindbis-vírus
    - Déli elefántfóka-vírus
    - Tonate-vírus
    - Trocara-vírus
    - Una-vírus
    - Venezuelai lóencefalitisz-vírus
    - Nyugati lóencefalitisz-vírus
    - Whataroa-vírus

  - Rubivirus
    - Rubeolavírus

## Fordítás
- Ez a szócikk részben vagy egészben  a   Togaviridae című angol Wikipédia-szócikk ezen változatának fordításán alapul.  Az eredeti cikk szerkesztőit annak laptörténete sorolja fel. Ez a jelzés csupán a megfogalmazás eredetét és a szerzői jogokat jelzi, nem szolgál a cikkben szereplő információk forrásmegjelöléseként.